# 伊萬尼夫卡 (奧赫特爾卡區)
50°22′7″N 35°9′15″E / 50.36861°N 35.15417°E
伊萬尼夫卡（烏克蘭語：Іванівка）是位於烏克蘭東北部的村莊，由蘇梅州奥赫特尔卡区的基里基夫卡市鎮負責管轄。該村處於沃爾斯克拉河畔，距離里亞比納和基里基夫卡1.5公里，始建於1503年，海拔高度110米，2001年人口1,503。